# 양분접사
양분접사는 인도네시아어, 말레이시아어에서 쓰이는 접사로 단어의 맨 앞이나 뒤에 형태소를 붙여 새로운 뜻을 만드는 것을 말한다.